# Opera (stație de premetrou din Antwerpen)
Opera (în neerlandeză Premetrostation Opera) este o stație a premetroului din Antwerpen, care face parte din rețeaua de tramvai din Antwerpen. Stația este situată sub intersecția bulevardelor din zona pieței Teniersplaats, nu departe de Vlaamse Opera.

## Caracteristici
Opera a fost inaugurată în același timp cu stațiile Meir și Groenplaats, pe 25 martie 1975, în cadrul primului tronson al premetroului din oraș. Este cea mai mare din cele 18 stații de premetrou din Antwerpen, ocupând întreg spațiul de sub Teniersplaats. Este caracterizată de peroanele largi, în particular cel dinspre stația Meir, care în anumite locuri are aproape 30 de metri lățime, pentru a putea permite accesul spre peroanele neutilizate de la nivelul inferior. Accesul pe peronul spre stațiile Diamant și Astrid este ascuns de un perete fals. Stația este mai degrabă sobră, dar luxos decorată. În sala pentru bilete, la intrarea dinspre operă, este expusă o statuie cu figuri din argilă care înfățișează traficul din oraș.
La nivelul -1 se află sala de bilete, care are aceeași mărime ca piața de deasupra și este caracterizată de un număr mare de coloane de sprijin. De-a lungul pereților există mici spații comerciale, dar acestea nu sunt folosite. Singurul magazin care funcționează este un chioșc de ziare, plasat în mijlocul sălii. În proiectul de reabilitare a principalelor bulevarde de deasupra s-a prevăzut ca prin mijlocul sălii de bilete să fie construit un tunel rutier 2+2 pe sub viitoarea Piață a Operei. Din acel moment nu va ma fi posibilă traversarea de către pietoni prin subteran a bulevardelor de-a lungul sălii de bilete.
La nivelul -2 există două peroane de 90 de metri lungime, situate de o parte și de alta a liniilor. Aici se afla și centrul nervos al sistemului de premetrou, o cameră de control de mari dimensiuni cu tablouri de comandă și ecrane video, care a fost mutată la sfârșitul lui august 2015 într-o nouă locație din strada Italiëlei. Pe peronul dinspre stația Meir este amenajat și un spațiu care va permite montarea scărilor rulante spre nivelul -3.
La nivelul -3 se găsesc alte două peroane de 90 de metri, dispuse pe direcție transversală, spre stația Astrid și așa-numitele străzi De Leien de Sud. Acestea sunt la stadiul de construcție la roșu și nu sunt accesibile publicului. Un peron este accesibil, dar ieșirea înspre străzile De Leien de Sud e zidită. În spatele zidului care mărginește peronul spre străzile De Leien de Sud se află două tuburi ale unui tunel rutier scos din exploatare care lega străzile De Leien de Sud de străzile De Leien de Nord.
Pe 1 septembrie 2012, tramvaiul 2 care circula prin stație a fost înlocuit cu tramvaiul 9. După deschiderea rampei spre De Leien, tramvaiul 8 va circula și el prin stație începând din 2020, pentru a întări linia 10.
În stație este expusă și o operă în teracotă a lui May Claerhout.

## Piața Operei
În 2016 vor începe lucrările de reamenajare a Operaplein (Piața Operei), care este situată deasupra stației de metrou. Planurile de reamenajare includ punerea în exploatare a liniilor de tramvai de la nivelul -3 și execuția unei noi rampe de acces. Deoarece lucrările sunt prevăzute a dura până în 2018, nu va fi posibil pentru tramvaie să circule prin noul tunel de sub Turnhoutsebaan chiar de la punerea lui în funcțiune, în 2017. De aceea va fi folosită temporar bucla de întoarcere de sub Rooseveltplaats.
În cadrul lucrărilor de reamenajare a Operaplein este prevăzută și completa renovare și modernizare a stației de premetrou, după un proiect al biroului de arhitectură Manuel de Solà-Morales.